# امریت
امریت (به اسپانیایی: Amarete) یک منطقهٔ مسکونی در بولیوی است که در La Paz Department (Bolivia) واقع شده‌است.

## خصوصیات
امریت ۱٬۷۴۱ نفر جمعیت دارد.